# Luana (1932)
Luana ist ein US-amerikanischer Abenteuerfilm aus dem Jahr 1932 von King Vidor mit Dolores del Río in der Titelrolle. Der Pre-Code-Film wurde von RKO Radio Pictures produziert und basiert auf dem Bühnenstück The Bird of Paradise von Richard Walton Tully.

## Handlung

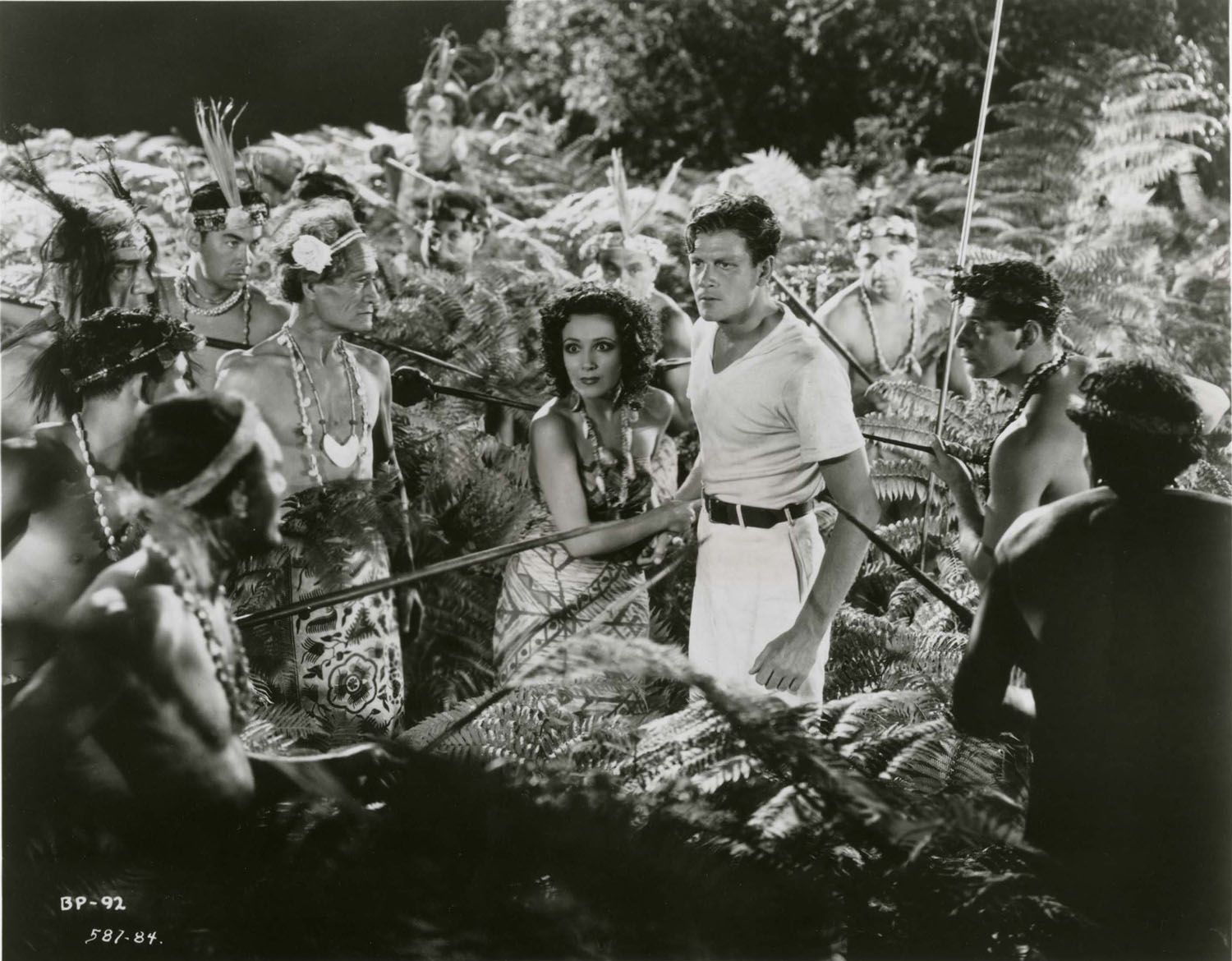
Szenenfoto mit Dolores del Río und Joel McCrea

Während er mit einer Yacht die Südseeinseln befährt, begegnet Johnny Baker Luana der schönen Tochter eines Häuptlings der Insel. Fasziniert von Luanas sinnlichem Charme beschließt Johnny, ein paar Wochen auf ihrer abgelegenen Vulkaninsel zu verbringen und verabschiedet sich von seinen Schiffskameraden. Obwohl er gewarnt wurde, dass sie „tabu“ sei und nicht „berührt“ werden dürfe, weil sie einem benachbarten einheimischen Prinzen versprochen sei, stellt Johnny Luana nach, wobei sie ihn zu seinen Avancen ermutigt. Als sie dabei erwischt wird, wie sie Johnny küsst, wird Luana von ihrem wütenden Vater und dem Medizinmann des Stammes in ihr Lager zurückgezerrt.

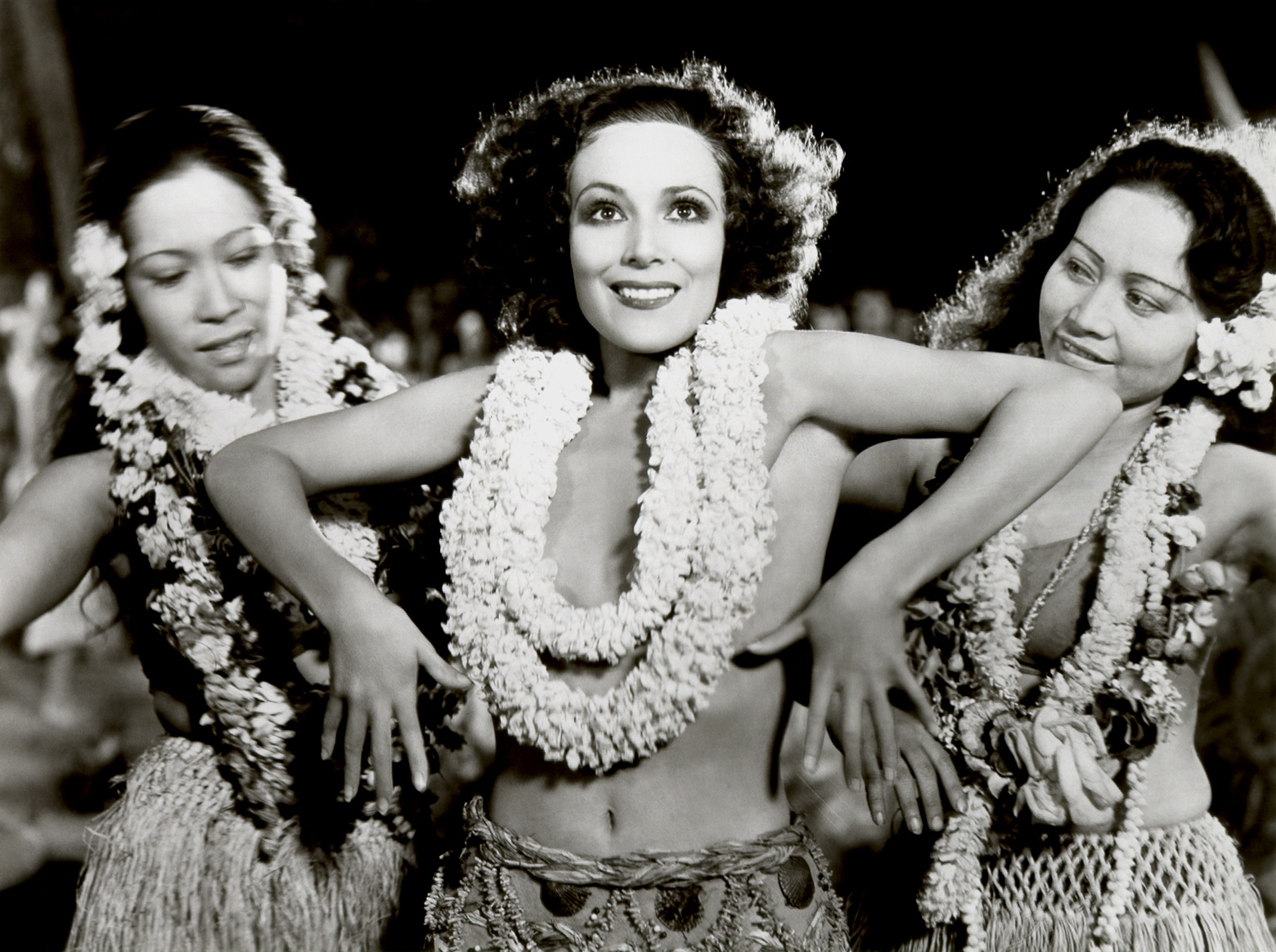
Tanzszene von Busby Berkeley choreografiert

Die einheimische Mahumahu informiert mitfühlend den verbannten Johnny, dass Luanas Hochzeit bald stattfinden wird. Johnny folgt der Hochzeitsgesellschaft und schnappt sich Luana während des vorehelichen Tanzes und entführt sie auf eine andere Insel. Auf „Paradise“, ihrem privaten Inselrefugium, leben Johnny und Luana mehrere Wochen in romantischer Glückseligkeit. Doch während Johnny davon träumt, Luana die Lichter von San Francisco zu zeigen, macht sich Luana Sorgen über den Fluch des Vulkans Pele, der besagt, dass sie geopfert werden muss, wenn Pele ausbricht. Wie befürchtet beginnt Pele auszubrechen, und vom Medizinmann angeführte Stammesangehörige kommen, um Luana zu holen. Johnny verfolgt Luana und wird, nachdem er fast in einem Strudel ertrinkt, von Stammesangehörigen ergriffen, die ihn mit einem Giftpfeil durchbohren. An einen Pfahl an der Mündung des brodelnden Vulkans gebunden, ist Johnny im Begriff, mit Luana zu sterben, als seine Schiffskameraden eintreffen und sie retten. Luana, die glaubt, dass Johnny an Fieber sterben wird, wenn sie sich nicht opfert, nimmt ihr Schicksal edelmütig an, verlässt mit ihren Stammesangehörigen das Boot der weißen Männer und gibt sich dem feurigen Vulkan hin.

## Hintergrund
Es wurde berichtet, dass RKO die Rechte am Bühnenstück für 375.000 Dollar gekauft hatte (2024: über 8,5 Millionen Dollar). RKO lieh King Vidor von Metro-Goldwyn-Mayer für die Produktion aus. Eine frühe Vorproduktionsmeldung kündigte Herbert Brenon als den beauftragten Regisseur an. Laut modernen Quellen ließ sich MGM-Chef Louis B. Mayer auf besonderen Wunsch seines Schwiegersohns David O. Selznick überreden, Vidor an RKO auszuleihen.
Eine Pressemitteilung vom Mai 1931 kündigte an, dass Bird of Paradise im „kürzlich verbesserten Technicolor-Verfahren“ gedreht werden sollte. Dieser Plan wurde jedoch offenbar aufgegeben.
Laut Produktionsakten des Studios wurden einige Außenaufnahmen des Films auf den Hawaii-Inseln gedreht. Die Außenaufnahmen, die von einem „Kona-Sturm“ heimgesucht wurden, begannen am 7. Februar 1932 und wurden am 8. März 1932 abgeschlossen. Das Wetter war so stürmisch und unberechenbar, dass ein Großteil des Drehbuchs verworfen oder umgeschrieben wurde, um den sich ändernden Drehbedingungen gerecht zu werden. Produktionsleiter John E. Burch beschwerte sich in Telegrammen und Briefen beim RKO-Manager Val Paul, dass keiner der hawaiianischen Drehorte „primitiv“ genug für die Anforderungen der Geschichte sei und deshalb geändert oder erweitert werden müsse, um Vidor zufriedenzustellen. In seiner Autobiografie bestätigt Vidor seine Unzufriedenheit mit den hawaiianischen Schauplätzen und den chaotischen Drehbuchänderungen. In einem modernen Interview beschreibt Vidor, wie er und sein Kameramann die Unterwasser-Liebesszenen drehten: „Ich hatte die Idee, aus den Blasen ein Gegenlicht zu machen. Ich hatte damals ein Boot, und wir konnten nachts fischen, und ich hatte das phosphoreszierende Licht gesehen, das manche Fische haben. Ich dachte, wenn wir auf ähnliche Weise ein Gegenlicht hätten, könnten wir eine großartige Liebesszene unter Wasser haben.“ Vidor fügt hinzu, dass er trotz seiner Bemühungen „ein wenig enttäuscht“ von den Szenen war.
Laut einer Meldung vom Februar 1932 wurde Busby Berkeley von RKO angeheuert, um während der Produktion „einen Chor auf Herz und Nieren zu prüfen“. In dem modernen Interview bestätigt Vidor, dass Berkeley die Dorftanzszene choreografiert hat.

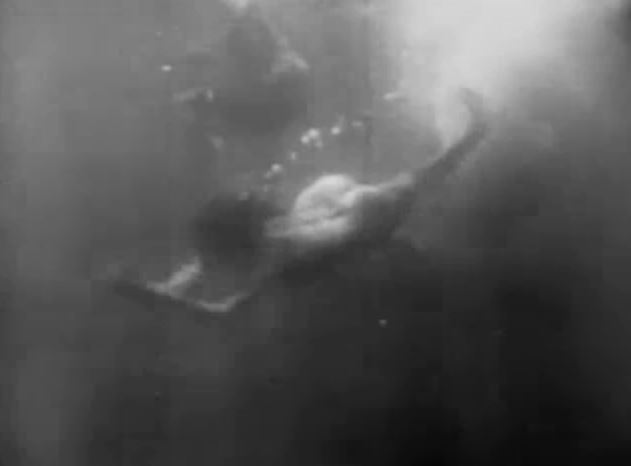
Die beanstandete Schwimmszene

Aus Akten im Archiv der Motion Picture Association geht hervor, dass der Direktor des „Studio Relations Office“ des Verbandes, Jason S. Joy, in einem Brief vom 16. Januar 1932 vorschlug, bestimmte Textzeilen und Einstellungen zu streichen oder zu ändern. Darunter waren eine Einstellung, in der ein Baby an der Brust seiner Mutter saugt, und Einstellungen, in denen die Opferung eines Huhns dargestellt wird. Obwohl verschiedene staatliche Zensurbehörden Einwände gegen einige der Tanzszenen erhoben, hatte nur British Columbia Einwände gegen die Nahaufnahmen von Dolores del Río, die halbnackt unter Wasser schwimmt. Die Zensoren von Pennsylvania hatten Einwände gegen eine Szene, in der ein „kleiner Junge mit Johnnys Hemd mit dem Rücken zur Kamera steht, während man auf dem Hemd einen Schatten seines Geschlechts sieht“.
Moderne Quellen und Vidors Autobiografie erwähnen, dass andere Szenen auf Santa Catalina Island, auf dem RKO-Pathé-Gelände in Culver City, wo ein „einheimisches“ Dorf gebaut wurde, und an einem Wassertank auf dem First-National-Gelände in Burbank gedreht wurden. Laut Zeitungsberichten war der Film aufgrund der vielbeachteten Produktionsprobleme und seines Budgets von 1.000.000 Dollar (2024: ca. 22,9 Millionen Dollar) „mit mehr Gags überhäuft als alles, was in der Stadt jemals passiert ist, seit Cecil B. DeMille bei König der Könige an der Produktion beteiligt war.“ Eine moderne Quelle, die das Budget des Films mit 752.000 Dollar angibt (2024: ca. 17,2 Millionen Dollar), behauptet, Max Steiner habe 20.000 Dollar (2024: ca. 457.000 Dollar) ausgegeben, um Marimbas, Ukulelen, Steel-Gitarren und Vibraphone für die Produktion zu kaufen.
Carroll Clark oblag die künstlerische Leitung. Verantwortlicher Toningenieur war Clem Portman. H. Bruce Humberstone arbeitete als Regieassistent, R. H. Bassett und Bernhard Kaun leiteten das Orchester.
Creighton Chaney gab sein Filmdebüt. Etwas später nahm er den Künstlernamen Lon Chaney junior an.
1951 produzierte 20th Century Fox mit Die Insel der zornigen Götter ein Remake.

## Veröffentlichung
Die Premiere des Films fand am 12. August 1932 statt. 1933 kam er im Deutschen Reich in die Kinos.

## Kritiken
Der Filmkritiken-Aggregator Rotten Tomatoes hat in einer Auswertung von 15 Kritiken eine Zustimmungsrate von 53 Prozent errechnet. Das Publikumsergebnis hat sich bei 50 Prozent positiver Bewertungen eingependelt.
Die zeitgenössischen Kritiken waren gemischt. Mordaunt Hall von der The New York Times befand, King Vidor habe einen trägen Film mit vielen wunderschön fotografierten Szenen produziert. Diese Geschichte in ihrer modernisierten Form sei häufig unbewusst humorvoll, und obwohl viel darüber geredet wird, dass der Vulkan auf einer Südseeinsel jedes Jahr seinen menschlichen Tribut fordere, gebe es hier kaum etwas, das an Spannung erinnere. Für wirklich zufriedenstellende Unterhaltung brauche es mehr als schöne Szenen. Pare Lorentz schrieb im Magazin Vanity Fair, der Film sei ungefähr die schmerzhafteste Katastrophe, die er jemals erlebt habe.
Die Variety hingegen bescheinigte der Produktion, gegenüber ähnlichen Filmen bestehen zu können. Hervorgehoben wurde die gute Leistung von Dolores del Río, die vortrefflich von einem robusten JoelMcCrea ergänzt werde. James T. Hamada notierte in der hawaiianischen Zeitung The Nippu Jiji, für Hawaii sei das nichts, worüber man sich aufregen müsse. Trotzdem gebe es viel Action und Spannung, gespielt vor einem farbenfrohen Hintergrund und mit bezaubernder Musik.
Der Kritiker des TV Guide fand den Film durch Vidors prägnante, professionelle Regie und die eindrucksvolle Darstellung fesselnd.